# Шумашти (язык)
Шумашти — индоевропейский язык, относящийся к дардской ветви. Описан А. Л. Грюнбергом.

## Особенности
Испытал на себе очень значительное влияние языков-соседей, в частности языка пашаи.

## Распространение
Не более 100 носителей в западном Пакистане и восточном Афганистане по данным на 2003 год.
Уровень грамотности: менее 1 % (менее 10 человек) у тех, для кого язык является первым, и от 15 % до 25 % (от 150 до 250 человек) для тех, кто знает его в качестве второго языка.